# Àger
Àger település Spanyolországban, Lleida tartományban. Àger Les Avellanes i Santa Linya, Camarasa, Os de Balaguer, Sant Esteve de la Sarga, Vilanova de Meià, Castell de Mur, Viacamp y Litera és Llimiana községekkel határos. Lakosainak száma 602 fő (2024).

## Népesség
A település népessége az utóbbi években az alábbiak szerint változott:
| Lakosok száma | 462  | 2336 | 1576 | 1105 | 622  | 502  | 575  | 594  | 588  | 602  |
|               | 1717 | 1887 | 1936 | 1960 | 1986 | 2004 | 2009 | 2014 | 2019 | 2024 |